# Câu lạc bộ bóng đá Hà Nội T&T mùa bóng 2006
Mùa bóng 2006 là mùa bóng đầu tiên trong lịch sử của câu lạc bộ bóng đá Hà Nội. Đội bóng được thành lập với tên T&T Hà Nội và bắt đầu thi đấu tại Giải hạng Ba quốc gia 2006.
Kết thúc mùa giải, T&T Hà Nôi đồng hạng nhất giải hạng Ba Quốc gia và giành quyền thăng giành quyền thăng hạng Nhì mùa giải 2007.

## Thành lập
Dưới sự tài trợ của tập đoàn T&T, câu lạc bộ bóng đá T&T Hà Nội ra mắt vào ngày 18 tháng 6 năm 2006. Một đội bóng gồm đa số các cầu thủ trẻ do huấn luyện viên Triệu Quang Hà (cựu cầu thủ đội tuyển quốc gia Việt Nam và câu lạc bộ Thể Công), chủ tịch câu lạc bộ Lâm Hồng Điệp cùng dẫn dắt.

## Giải hạng Ba quốc gia

### Vòng loại
Bảng A vòng loại Giải bóng đá hạng ba quốc gia 2006 do Liên đoàn bóng đá Hà Nội đăng cai gồm các đội: T&T Hà Nội, Hòa Phát Bảo Long Hà Tây, VST Nghệ An, Vĩnh Phúc và Yên Bái. Đội T&T Hà Nội đã giành ngôi nhất bảng và giành quyền thi đấu vòng chung kết.
| Thứ tự | Đội bóng                 |
| ------ | ------------------------ |
| 1      | T&T Hà Nội               |
| 2      | Hòa Phát Bảo Long Hà Tây |
| 3      | VST Nghệ An              |
| 4      | Vĩnh Phúc                |
| 5      | Yên Bái                  |

### Vòng chung kết
Tại vòng chung kết, T&T Hà Nội gặp Phú Yên (đội nhất bảng B) vào ngày 8 tháng 11 năm 2006. T&T Hà Nội đã vượt qua Phú Yên 4–3 trên loạt đá luân lưu may rủi sau khi hòa 3–3 trong thời gian thi đấu chính thức, qua đó giành tấm vé thi đấu tại giải hạng Nhì mùa 2007.
| T&T Hà Nội                                                         | 3–3      | Phú Yên                                            |
| ------------------------------------------------------------------ | -------- | -------------------------------------------------- |
| - Ngọc Dũng (3) 24' - Huy Hoàng (23) 57' - Nguyễn Phi Công (8) 70' | Chi tiết | - Ngọc Bình (9) 43' - Dương Chí Hùng (10) 52', 74' |
| Loạt sút luân lưu                                                  |          |                                                    |
|                                                                    | 4–3      |                                                    |

## Tổng kết mùa giải
Hai đội bóng là T&T Hà Nội và Quân khu 9 đồng hạng nhất giải bóng đá hạng Ba toàn quốc năm 2006 và giành quyền thăng hạng Nhì mùa giải 2007. Ngoài ra, hai đội được nhận phần thưởng 10 triệu đồng của Ban tổ chức.